# Kati Tuominen-Niittylä
Kati Tuominen-Niittylä (Helsinki, 4 september 1947) is een Fins ontwerper.
Kati Tuominen-Niittylä studeerde van 1972 tot 1976 aan de toenmalige Hogeschool voor Kunst en Design (Taideteollinen korkeakoulu) in haar geboortestad. Na haar afstuderen had ze eerst haar eigen atelier. Daarna werkte ze van 1980 tot 2003 op de kunstafdeling van Arabia. Vervolgens werkte ze weer in haar eigen atelier.
Ze is het meest bekend door het ontwerpen van de Storybirds-kannen bij Arabia, in massa geproduceerde porseleinen kannen met tuiten in de vorm van vogelsnavels. Met Storybirds liet ze zien dat in massa geproduceerd gebruiksporselein ook sculpturaal kan zijn. Voor Iittala creëerde ze het theepotmodel Gluck. Samen met Pekka Paikkari ontwierp ze het Domino-servies en met Kristina Riska het Koko-servies. 
Ze ontving de Kaj Franck Prijs in 2007 en de Pro Finlandia Medaille in 2018.